# Roger Borniche
Roger Borniche, né le 7 juin 1919 à Vineuil-Saint-Firmin (Oise) et mort le 16 juin 2020 à Mougins (Alpes-Maritimes), est un policier français qui a participé à la répression du grand banditisme, affirmant avoir participé à cinq cent soixante-sept arrestations. Aussi écrivain, il est l'auteur de vingt-huit livres publiés.

## Biographie
Roger Jules Alphonse Borniche est le fils de Léon Louis, peintre en bâtiment, qui a participé à la bataille de Verdun pendant la Première Guerre mondiale, et de Marie Henriette Marguerite Barouland.
À la fin des années 1930, Roger s'engage dans une carrière d'artiste de music-hall : il est d'abord comique troupier en 1937, puis chansonnier au Caveau de la République.
Mobilisé au début de la guerre (septembre 1939), il reste dans l'armée d'armistice après la défaite de juin 1940 et n'en est démobilisé qu'au bout de trente-six mois. Il est alors engagé au service de la sécurité du grand magasin Le Printemps.
En décembre 1943, il est reçu au concours d'inspecteur de la Police Nationale, ce qui lui permet d'échapper au service du travail obligatoire, et est nommé inspecteur stagiaire à la 5e brigade de police de sûreté, la section politique chargée de la répression des résistants, à Orléans. Après avoir participé à deux grandes opérations contre des maquisards, il déserte le 19 mai 1944. Traqué à son tour par la police, il réussit à se cacher jusqu'à la libération de Paris (19-25 août 1944), exerçant de nouveau le métier d'artiste.
Par arrêté du 19 août 1944, il est réintégré dans ses fonctions d'inspecteur stagiaire et affecté à la 1re brigade mobile de la police judiciaire de Paris (42, rue de Bassano). À la fin de l'année 1945, il passe à la Sûreté nationale, où il va rester onze ans.
Il quitte la Sûreté nationale en 1956, avec l'autorisation du ministre de l'Intérieur d'exercer la profession d’agent privé de recherches. Il ouvre un cabinet d'enquêtes privées spécialisé dans les fraudes aux assurances (son fils Christian, qui prit sa succession à la tête de ce cabinet, est à l’origine du diplôme professionnel d'enquêteur privé, créé à l'université Panthéon-Assas).
À partir des années 1970, il écrit aussi des livres, dont certains, inspirés par sa lutte contre le gang des Tractions Avant et en particulier contre Émile Buisson, un braqueur psychotique, Flic Story, Le Gang et L'Indic sont très vite portés à l'écran.
Après avoir résidé pendant de longues années en Californie, où il s'est retiré en 1987, Roger Borniche rentre en France en 2015 et s’installe avec son épouse Michèle à Cannes (Alpes-Maritimes), où il meurt le 16 juin 2020 à l'âge de 101 ans.

## Ses arrestations les plus célèbres
- Émile Buisson, ennemi public no 1, arrêté le 10 juin 1950.

Cette arrestation a donné lieu à plusieurs versions. Roger Borniche affirme l'avoir ceinturé tandis que son épouse Martine lui passait les menottes. Les recherches historiques effectuées[Par qui ?] permettent de retracer les faits tels qu'ils se sont déroulés et les rôles réels des uns et des autres dans la traque de l'ennemi public no 1 de l'époque. C'est ainsi que le commissaire divisionnaire Charles Chenevier, ancien « patron » de Roger Borniche, critique ce dernier dans son livre La Grande Maison. Il raconte l'arrestation d'Émile Buisson en mettant en valeur le courage de Martine Borniche, expliquant que c'est le commissaire principal Gillard qui a maîtrisé Buisson avec l'aide de l'inspecteur Borniche.
- René Girier, dit « René la Canne ».

C'est le 26 janvier 1951, place de l'Opéra à Paris que Roger Borniche ceinture René la Canne, pendant que son collègue, l'inspecteur Leclerc, lui passe les menottes. Borniche en raconte l'histoire dans le roman René la Canne. Le gangster raconte dans ses mémoires (1988) son arrestation par Roger Borniche. Il est assez étonnant de constater que ce policier, dont le nombre d'arrestations et le succès littéraire et cinématographique susciteront tant de jalousies et de désinformations[réf. nécessaire], a été apprécié par celui qu'il avait arrêté au point de nouer, lorsque le gangster décida de se réinsérer, des relations quasi-amicales que René Girier relate lui-même dans ses mémoires[pas clair].
- Pierre Carrot, dit « Pierrot le fou no 2 ».

Au cours du procès de Pierre Carrot, l'avocat général Raymond Lindon salue le courage de l'inspecteur Borniche et relève qu'à cette date (juillet 1951), il a déjà arrêté cinq cents malfaiteurs, dont cent armés.

## Distinctions
- « Acte de courage et de dévouement pour sa courageuse conduite » en 1950 pour le féliciter de l'arrestation d’Émile Buisson.
- Médaille d'honneur de la police nationale « en reconnaissance de ses services et du dévouement dont il a fait preuve dans l'exercice de ses fonctions » en 1951 pour l'arrestation de René la Canne.

## Publications
- 1973 : Flic Story : L'implacable duel entre un tueur impitoyable et un policier pas comme les autres, Paris, Fayard, coll. « Collection dirigée par Constantin Melnik », 1973, 384 p. (OCLC 462068948, BNF 35321158).
- 1974 : René la Canne: la pathétique partie d'échecs entre un cerveau du banditisme et un policier plein d'imagination, Fayard.
- 1975 : Le Gang (l'histoire de Pierrot-le-Fou…), Fayard.
- 1976 : Le Play-boy, Grasset.
- 1977 : L'Indic (gestapistes en perdition, faux résistants, vrais truands et indics, la sanglante initiation du policier de Flic story dans les soubresauts de la Libération), Grasset.
- 1978 : L'Archange (un empereur du crime à Caracas), Grasset.
- 1979 : Le Ricain, Grasset.
- 1980 : Le Gringo (chasse à l'homme à Mexico), Grasset.
- 1981 : Le Maltais (poursuite aux Caraïbes), Grasset.
- 1982 : Le Tigre (flic-story à Hong-Kong), Grasset.
- 1983 : Le Boss (flic story aux Caraïbes), Grasset.
- 1985 : Vol d'un nid de bijoux, Grasset.
- 1986 : L'Affaire de la môme Moineau, Grasset.
- 1987 : Le Coréen, Grasset.
- 1988 : La Filière (chasse aux caïds de la drogue), Presses de la Cité.
- 1989 : La Cible (chasse à l'homme en Thaïlande), Presses de la Cité.
- 1990 : Gendarmes et voleurs (Borniche story T.1), Presses de la Cité.
- 1990 : Kidnapping (31 octobre, Patricia, 10 ans, disparaît), Presses de la Cité.
- 1991 : Frenchie (un Français au cœur de la filière californienne), Presses de la Cité.
- 1992 : Les prédateurs (Borniche story T.2), Presses de la Cité.
- 1993 : Homicide boulevard, Presses de la Cité.
- 1996 : Le Privé, Presses de la Cité.
- 1999 : Dossiers très privés (nouvelles), Éd. no 1.

## Adaptations au cinéma
- 1975 : Flic Story de Jacques Deray  — coadapté par Roger Borniche, Alphonse Boudard et Jacques Deray, avec Alain Delon dans le rôle de Roger Borniche
- 1977 : Le Gang de Jacques Deray  — coadapté par Roger Borniche, Alphonse Boudard et Jean-Claude Carrière
- 1977 : René la Canne de Francis Girod  — adapté par Francis Girod et Jacques Rouffio
- 1983 : L'Indic de Serge Leroy  — adapté par Didier Decoin